# Charles Adkins
Charles Adkins, född 27 april 1932 i Gary i Indiana, död 8 juli 1993 i Gary, var en amerikansk boxare.
Adkins blev olympisk mästare i lätt weltervikt i boxning vid sommarspelen 1952 i Helsingfors.